# 開心勿語
《開心勿語》，曾志偉自導自演電影，特邀當年嘉禾的合約演員梅艷芳演出，1987年香港喜劇電影。

## 劇情
燉奶店老闆娘梅大香，對三個妹妹管教嚴厲。堅持在她結婚之前，全都不准交男友。但是三姊妹不但暗自交男友，還為了能夠跟男友正大光明交往，找了剛與女友分手的曾灶才來追求姊姊。最後幾經波折終於結成夫婦。

## 演員
| 演員   | 角色     | 角色介紹                                                     |
| ------ | -------- | ------------------------------------------------------------ |
| 梅艷芳 | 梅大香   | 香記燉奶店老板娘 梅家老大 被曾灶才追求，後為其妻             |
| 曾志偉 | 曾灶才   | 小男人 愛滋前男友 追求梅大香，後為其夫 名字諧音：曾灶財      |
| 柏安妮 | 梅二香   | 梅家老二 與甘子濛相戀                                        |
| 陳加玲 | 梅三香   | F.5H 學生 梅家老三 與橡膠王子相戀                            |
| 袁潔瑩 | 梅細香   | F.5H 學生 梅家老么 最後與四眼拍拖                            |
| 蔡一傑 | 橡膠王子 | 富家子 F.5H 學生 與梅三香相戀                                |
| 蔡一智 | 四眼     | 橡膠王子跟班                                                 |
| 蘇志威 | 花弗     | 橡膠王子跟班                                                 |
| 黃衍濛 | 甘子濛   | 電台DJ 與梅二香相戀                                          |
| 許瑩英 | 信姐     | 香記燉奶店員工 老處女                                        |
| 王晶   |          | F.5H 老師 說話尖酸刻薄，被稱為「本世紀最後一位賤男」         |
| 鄭進一 | 陳經理   | 梅二香的前經理 眼神色咪咪 去燉奶店騷擾梅二香，被梅大香趕走   |
| 吳君如 | 愛滋     | 曾灶才前女友 Mark哥新女友                                    |
| 成奎安 | Mark哥   | 愛滋新男友 黑社會大佬                                        |
| 羅蘭   |          | 愛滋母親                                                     |
| 曹查理 | 張議員   |                                                              |
| 霍耀良 | 阿乸     | 自稱大男人 《御妻三十六招》作者 被妻子欺負，最後更被折磨而死 |
| 梅愛芳 |          | 阿乸妻子 虐待其丈夫阿乸                                      |
| 胡楓   |          | 粵語殘片男主角                                               |
| 夏萍   |          | 粵語殘片女主角                                               |

## 電影歌曲

### 主題曲
| 歌名           | 演唱者 | 作曲                  | 填詞   |
| 〈將我送給你〉 | 梅艷芳 | 織田哲郎 黎學斌(編曲) | 潘偉源 |

## 花絮
梅艷芳當時為嘉禾演員，張國榮為新藝城演員，故梅艷芳為新藝城拍攝本作，換取張國榮可以拍攝《胭脂扣》。

## 外部連結
- 香港影庫上《開心勿語》的資料（繁體中文）
- 開眼電影網上《開心勿語》的資料（繁體中文）
- 时光网上《開心勿語》的資料（简体中文）
- 豆瓣电影上《開心勿語》的資料 （简体中文）
- 爛番茄上《開心勿語》的資料（英文）
- AllMovie上《開心勿語》的资料（英文）
- 互联网电影数据库（IMDb）上《開心勿語》的资料（英文）